# باشگاه فوتبال آلتای
باشگاه فوتبال آلتای (قزاقی: Алтай футбол клубы) یک باشگاه فوتبال در کشور قزاقستان است که در شهر سمی فعالیت دارد.